# Johan av Österrike
Johan av Österrike (Johann Baptist Joseph Fabian Sebastian), född 20 januari 1782 i Florens, död 11 maj 1859 i Graz, var en österrikisk ärkehertig, son till dåvarande storhertigen av Toscana, sedermera kejsar Leopold II, och Maria Ludovika av Spanien.

## Biografi
Johan skulle ursprungligen slå in på den militära banan. Under Napoleonkrigen var Johan fältmarskalk och generaldirektör för ingenjörs- och fortifikationsväsendet. I september 1800 fick han, med general Lauer vid sin sida, befäl över den mot Moreau uppställda österrikisk-bayerska hären, men besegrades i slaget vid Hohenlinden den 3 december samma år. Under kriget 1805 förde han befäl i Tyrolen. Där stödde han upproret mot Napoleon 1809 och övertog befälet över den södra armén. I Italien segrade han i slaget vid Sacile den 16 april 1809, men led nederlag vid Raab två månader senare. Efter att upproret i Tyrolen hade slagits ned och på grund av hans tysk-nationella sympatier förbjöds han att vistas i Tyrolen. 
Han flyttade till Steiermark, där han verkade fram till sin död. Han bidrog mycket till utvecklingen och moderniseringen av landet. År 1811 skänkte han sina privata naturvetenskapliga samlingar till landet med uppdraget ”att underlätta inlärningen och väcka kunskapstörsten” och lade därmed grunden till ett tekniskt-naturvetenskapligt läroverk (föregångare till det Tekniska universitetet Graz) och museum (Joanneum). 
Han initierade grundandet av ytterligare inrättningar som exempelvis Steiermarks landsarkiv, läroanstalten för bergsbruk (idag ett universitet), Steiermarks sparbank, Steiermarks lantbruksförening med mera. En viktig medarbetare i dessa strävanden var hans privatsekreterare Johann Zahlbruckner. Han förvärvade 1818 godset Brandhof nära Mariazell och skapade ett mönstergods. Han köpte också järnbruk och kolgruvor i Steiermark, samt en plåtfabrik. 
År 1829 gifte han sig med Anna Plochl (1804-1885), dotter till postmästaren i Aussee. På grund av äktenskapet kom han i konflikt med hovet och uteslöts från tronföljden. År 1850 upphöjdes hon slutligen till grevinna av Meran. Titeln bärs fortfarande av deras ättlingar. Ärkehertig Johan och Anna Plochl hade en son, Frans, greve von Meran (1839-1891). År 1841 köpte han godset Stainz som hemvist åt familjen.
Under den borgerliga revolutionen 1848 återvände ärkehertig Johan till politiken. Kejsar Ferdinand som flytt från sin upproriska huvudstad utnämnde sin farbror till sin ställföreträdare, och i Wien mottogs han som motståndare till Metternichs politik med glädje. I juni samma år valdes han av nationalförsamlingen i Frankfurt am Main till tysk riksföreståndare. Efter nationalförsamlingens misslyckande och upplösning nedlade han sin myndighet i december 1849. 
Han blev 1815 hedersledamot av Bayerska vetenskapsakademien. År 1846 gav kejsaren honom i uppdrag att utforma en österrikisk vetenskapsakademi, och stadgarna för denna antogs 1847.

## Utmärkelser
- Royal Fellow of the Royal Society,  8 februari 1816[7]
- Storkors av Leopoldorden,  17 maj 1845
- Hessiska Ludvigsorden
- Rutkroneorden
- Badiska husorden Fidelitas
- Sankt Hubertusorden
- Oldenburgska Hus- och förtjänstorden
- Storkorset av Nederländska Lejonorden
- Sachsen-Ernestinska husorden
- Frälsarens orden
- Första klassen av Röda örns orden
- Sankt Stefansorden
- Sankt Alexander Nevskij-orden
- Vita örnens orden
- Riddare med storkors av Maria-Teresiaorden
- Kommendör av Maria-Teresiaorden
- Andreasorden
- Storkorset av Leopoldsorden
- Sankt Annas orden, första klass
- Svarta örns orden
- Vita örnens orden
- Riddare av Gyllene skinnets orden

[Redigera Wikidata]